# Le Héros (Q170)
| «Ле Еро»                                                                     | «Ле Еро» | «Ле Еро» |
| ---------------------------------------------------------------------------- | --- | --- |
| Le Héros (Q170)                                                              | | |
|                                                                              | | |
| Схема підводного човна типу «Редутабль»                                      | | |
| Верф                                                                         | Arsenal de Brest, Брест | Arsenal de Brest, Брест |
| Під прапором                                                                 | Франція | Франція |
| Належність                                                                   | Військово-морські сили Франції | Військово-морські сили Франції |
| Порт приписки                                                                | Тулон | Тулон |
| На честь                                                                     | у перекладі «Герой» | у перекладі «Герой» |
| Закладений                                                                   | 1 серпня 1929 | 1 серпня 1929 |
| Спуск на воду                                                                | 14 жовтня 1932 | 14 жовтня 1932 |
| Введений до складу флоту                                                     | 12 вересня 1934 | 12 вересня 1934 |
| На службі                                                                    | 1934–1942 | 1934–1942 |
| Загибель                                                                     | 7 травня 1942 року потоплений торпедоносцями «Сордфіш» з авіаносця «Іластріас» в порту Дієго-Суарес при проведенні союзниками Мадагаскарської операції                                                                       | 7 травня 1942 року потоплений торпедоносцями «Сордфіш» з авіаносця «Іластріас» в порту Дієго-Суарес при проведенні союзниками Мадагаскарської операції                                                                       |
| Бойовий досвід                                                               | Друга світова війна Битва за Атлантику Битва на Середземному морі | Друга світова війна Битва за Атлантику Битва на Середземному морі |
| Проєкт                                                                       | | |
| Тип ПЧ                                                                       | великий крейсерський дизель-електричний підводний човен | великий крейсерський дизель-електричний підводний човен |
| Основні характеристики                                                       | | |
| Швидкість (надводна)                                                         | 17,5 вузлів (32,4 км/год) | 17,5 вузлів (32,4 км/год) |
| Швидкість (підводна)                                                         | 10 вузлів (18,6 км/год) | 10 вузлів (18,6 км/год) |
| Робоча глибина занурення                                                     | 75 м | 75 м |
| Гранична глибина занурення                                                   | 80 м | 80 м |
| Дальність плавання                                                           | 14 000 миль (26 000 км) на швидкості 7 вузлів (надводна) 10 000 миль (18 600 км) на швидкості 10 вузлів (надводна) 4 000 миль (7 000 км) на швидкості 17 вузлів (надводна) 90 миль (170 км) на швидкості 7 вузлів (підводна) | 14 000 миль (26 000 км) на швидкості 7 вузлів (надводна) 10 000 миль (18 600 км) на швидкості 10 вузлів (надводна) 4 000 миль (7 000 км) на швидкості 17 вузлів (надводна) 90 миль (170 км) на швидкості 7 вузлів (підводна) |
| Автономність плавання                                                        | 30 діб | 30 діб |
| Екіпаж                                                                       | 71 офіцер та матрос | 71 офіцер та матрос |
| Розміри                                                                      | | |
| Довжина найбільша (по КВЛ)                                                   | 92,30 м | 92,30 м |
| Ширина корпусу найб.                                                         | 8,1 м | 8,1 м |
| Середня осадка (по КВЛ)                                                      | 4,4-4,7 м | 4,4-4,7 м |
| Водотоннажність надводна                                                     | 1572 т | 1572 т |
| Водотоннажність підводна                                                     | 2092 т | 2092 т |
| Силова установка                                                             | | |
| Дизель-електрична: 2 × дизельні двигуни Schneider 2 × електродвигуни Alsthom | | |
| Гвинти                                                                       | 2 | 2 |
| Потужність                                                                   | 2 × 3000 к.с. (дизелі) 2 × 1200 к. с. (електродвигуни) | 2 × 3000 к.с. (дизелі) 2 × 1200 к. с. (електродвигуни) |
| Озброєння                                                                    | | |
| Артилерія                                                                    | 1 × 100-мм гармата SM1925 CA | 1 × 100-мм гармата SM1925 CA |
| Торпедно- мінне озброєння                                                    | 9 × 550-мм торпедних апаратів 2 × 400-мм торпедних апарати 13 торпед | 9 × 550-мм торпедних апаратів 2 × 400-мм торпедних апарати 13 торпед |
| ППО                                                                          | 1 × 13,2-мм великокаліберний кулемет M1929 | 1 × 13,2-мм великокаліберний кулемет M1929 |

«Ле Еро» (Q170) (фр. Le Héros (Q170) — військовий корабель, великий океанський підводний човен типу «Редутабль» військово-морських сил Франції часів Другої світової війни.
Підводний човен «Ле Еро» був закладений 1 серпня 1929 року на верфі компанії Arsenal de Brest у Бресті. 14 жовтня 1932 року він був спущений на воду, а 12 вересня 1934 року увійшов до складу ВМС Франції.

## Історія служби
Підводний човен проходив службу в лавах французького флоту. На початок Другої світової війни «Ле Еро» перебував на службі в Середземноморському флоті у складі 1-го дивізіону 3-ї ескадри 1-ї флотилії підводних човнів у Тулоні (разом із «Ле Конкеран», «Ле Тоннант» та «Ле Глор'є»).
На початку листопада 1939 року «Ле Конкеран», «Ашерон» і «Ле Еро» вийшли з Тулона і супроводжували есмінець «Кассард» до Касабланки, досягнувши місця призначення 7 листопада.
У грудні 1939 року «Ле Еро» у взаємодії з «Ашерон», «Агоста», «Бевез'е» «Френель» і «Редутабль» діяв у патрульній лінії пошуку в центральній частині Атлантичного океану німецького судна постачання «Альтмарк».
Після капітуляції Франції «Ле Еро» служив у військово-морських силах вішістської Франції. Після нападу 3 липня 1940 року на Мерс-ель-Кебір — в якому ескадра британського Королівського флоту атакувала ескадру французького флоту, пришвартовану на військово-морській базі Мерс-ель-Кебір в Орані на узбережжі Алжиру — «Ле Еро» і «Ле Глор'є» вийшли з Дакара о 04:30 4 липня 1940 року в супроводі летючого човна Latécoère 302, щоб атакувати у відповідь британський важкий крейсер «Дорсетшир», який патрулював на південь від Дакару. Летючий човен знайшов «Дорсетшир» і направив підводні човни до нього, але французькі підводні човни не змогли наблизитися до нього ближче, ніж на 6000 метрів. О 16:00 вони отримали наказ повернутися в Дакар. На зворотному шляху їх атакував гідролітак з «Дорсетшира», який двома бомбами ледь не зачепив «Ле Глор'є».
7 липня 1940 року британські військово-морські сили прибули до Дакару і о 18:00 в рамках операції «Катапульта» передали ультиматум. Французи не відповіли і наказали підводним човнам «Ле Еро» і «Ле Глор'є» вийти в море. Багато членів їхніх екіпажів спочатку відмовилися воювати з британцями, але командир «Ероса» переконав їх взяти участь у поході. Обидва підводні човни вийшли в море для проведення атаки. «Ле Глор'є» був прийнятий за британський підводний човен, який намагався проникнути в гавань, і зазнав легких пошкоджень, коли потрапив під шквальний вогонь трьох французьких кораблів і був розбомблений французьким гідролітаком. У будь-якому випадку, обидва підводні човни провели день під водою біля Дакара і спробували атакувати британські кораблі, але не змогли підійти достатньо близько, і британці покинули цей район і попрямували до Фрітауна після того, як торпедоносці «Сордфіш» з авіаносця «Гермес» атакували і серйозно пошкодили французький лінкор «Рішельє» в Дакарі того ж дня. Обидва підводні човни повернулися до Дакара в ніч з 8 на 9 липня 1940 року.
З 5 по 7 листопада 1940 року «Ле Еро» і однотипний «Вендже» патрулювали південніше іспанського Кабо-де-Гата, Іспанія, здійснюючи розвідку Гібралтару.
7 травня 1942 року «Ле Еро» патрулював поблизу північної околиці острова Мадагаскар, щоб атакувати там британський флот вторгнення. Однак, на світанку французький підводний човен був зненацька виявлений на поверхні ескадрильєю з восьми торпедоносців «Сордфіш» з авіаносця «Ілластріас», яка атакувала його глибинними бомбами. Підводний човен здійснив аварійне занурення, але через 15 хвилин після атаки він затонув на глибині 300 метрів в Індійському океані.